# Loudness
Pour les articles homonymes, voir Loudness (homonymie).
Loudness (ラウドネス), aussi stylisé LOUDNESS, est un groupe japonais de heavy metal, originaire d'Osaka. Loudness est formé en 1981 par le guitariste Akira Takasaki. Il s'agit du premier à sortir des albums en occident dans les années 1980, parfois classés au Billboard.

## Biographie

### DeLazyàLoudness(1980–1984)
Loudness est formé en 1981 par le guitariste virtuose Akira Takasaki et le batteur Munetaka Higuchi après la séparation de leur précédent groupe, Lazy, en février 1980, rejoints par le chanteur Minoru Niihara, ex-membre d'Earthshaker, et le bassiste Masayoshi Yamashita, ami d'enfance de Takasaki,,,. Avec cette formation, Loudness signe au label Nippon Columbia et enregistre son premier album studio, The Birthday Eve. Malgré la présence réduite du genre heavy metal dans les médias japonais à cette période, et par manque de single promotionnel émanant de l'album, The Birthday Eve et les concerts qui suivent recouvrent un succès assez modéré. Le shred flashy de Takasaki et le sérieux des autres musiciens deviendront la marque de fabrique du groupe en studio et sur scène. Le groupe, enthousiaste grâce aux bonnes ventes dans les marchés japonais, produit successivement et rapidement quatre albums studio, et le guitariste Takasaki lance en parallèle sa carrière solo, avec un premier album, Tusk of Jaguar, faisant participer le groupe.
En 1983, après l'enregistrement de leur troisième album, The Law of Devil's Land, le groupe se lance dans sa première tournée américaine, qui suit d'une tournée en Europe. Ils partent en Europe pour enregistrer leur quatrième album, Disillusion, jouant aussi plusieurs concerts, comme décrits dans leur seconde vidéo Eurobounds. Afin, de se faire reconnaitre à l'international, le groupe réenregistre la chanson vocale de Disillusion en anglais, publiant leur premier album hors du Japon en 1984.

### Années américaines (1985–1991)
En 1985, le groupe s'installe aux États-Unis et signe un contrat avec le label américain Atco Records, changeant de style musical pour un glam metal plus commercial. Leur cinquième album, Thunder in the East, produit par Max Norman, est bien accueilli par la presse spécialisée. Il s'agit de leur premier album à atteindre la 74e place du Billboard 200, principalement, grâce au single Crazy Nights, dont la vidéo est diffusée en boucle sur MTV.
Leur sixième album, Lightning Strikes, est une fois encore produit par Max Norman. Il atteint la 64e place et est félicité par la presse spécialisée, ce qui attire les médias internationaux. L'album est différemment publié au Japon, sous le titre Shadows of War. Leur succès aux États-Unis pousse le groupe à écrire des chansons plus orientées pop-metal commercial comme le single Let It Go, qui est assez différent comparé à leurs premiers albums.
Leur septième album, Hurricane Eyes, est publié en 1987 à l'international, et comprend des paroles en anglais. Une version japonaise est publiée un an plus tard avec Niihara au chant, et des paroles japonaises. L'album est produit par le producteur et ingénieur-son Eddie Kramer, qui a travaillé aux côtés de groupes comme The Rolling Stones, Led Zeppelin, Jimi Hendrix et Kiss. Après la sortie de l'EP Jealousy en 1988, le chanteur Niihara quitte le groupe. Pour une meilleure accessibilité à leurs albums, le groupe décide d'adopter des paroles en anglais et recrute l'ancien chanteur du groupe Obsession Mike Vescera. Minoru Niihara continuera à chanter au Japon au sein de groupes tels que Ded Chaplin, Sly et X.Y.Z.→A. La nouvelle formation de Loudness publie un nouvel album studio, Soldier of Fortune en 1989, puis On the Prowl en 1991. Ce dernier comprend trois anciennes chansons rééditées et chantées par Vescera. Après la sortie du single Slap in the Face, Vescera quitte Loudness pendant leur tournée américaine de 1991 pour se joindre au groupe de Yngwie J. Malmsteen. Il est remplacé par l'ancien chanteur d'EZO Masaki Yamada afin de terminer la tournée. Masayoshi Yamashita part aussi la même année, remplacé par Taiji Sawada, ex-bassiste de X Japan.

### Divers (1993–2008)
En 1993, c'est Munetaka Higuchi qui part à son tour, remplacé par Hirotsugu Homma, ex-batteur de EZO et de Mari Hamada. Il est suivi par Sawada, qui est remplacé par Naoto Shibata, ex-bassiste d'Anthem. Higuchi retrouve de son côté Niihara au sein du groupe SLY ; il reforme aussi Lazy en 1997, où il retrouve donc Takasaki, en parallèle à leurs groupes respectifs.
La formation Takasaki / Yamada / Homma / Shibata perdure jusqu'en 2000, date à laquelle la formation originale Takasaki / Niihara / Higuchi / Yamashita se reforme provisoirement à l'occasion des 20 ans du groupe. Mais le succès est tel que les quatre décident de continuer ensemble, Shibata et Homma reformant de leur côté Anthem, pendant que Masaki Yamada s'installe à New-York et y rejoint le groupe FiRESiGN. En parallèle à Loudness, Minoru Niihara continue de participer à son groupe X.Y.Z.→A (alias Asian Typhoon) créé en 1999, sort des albums solo, et participe au groupe spécial Nishidera Minoru créé en 2008, tandis qu'Akira Takasaki et Munetaka Higuchi continuent de participer à Lazy. Higuchi décède à 49 ans d'un cancer le 30 novembre 2008. Il est remplacé au sein de Loudness par Masayuki Suzuki, ex-batteur de Saber Tiger.

### Nouveau batteur (depuis 2009)

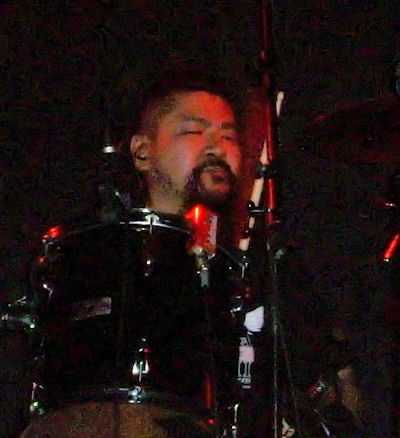
Le batteur Masayuki Suzuki remplace Higuchi en 2009.

Le groupe confirme par l'intermédiaire de Takasaki que, malgré la perte récente du batteur Munetaka Higuchi, ils enregistreront un nouvel album, intitulé The Everlasting qui est publié en mai 2009. Après la sortie de l'album, ils recrutent le batteur Masayuki Suzuki. Le groupe part en tournée en 2009, jouant des chansons issues de leurs quatre premiers albums, puis annonce un nouvel album, King of Pain, qui sera publié en mai 2010. Toujours en 2010, Loudness participe au festival Bang Your Head !!! en Allemagne, et effectue une brève tournée européenne. Loudness revient en Amérique pour une tournée spéciale 30e anniversaire organisée entre mai et juin 2011.
Loudness publie Eve to Dawn le 14 septembre 2011. Un autre album, 2012, suit le 22 août 2012. Le groupe publie ensuite son 26e album intitulé The Sun Will Rise Again le 4 juin 2014. Loudness joue une chanson intitulée Immortality aux Monsters of Rock 2014.

## Membres

### Membres actuels
- Akira Takasaki – guitare, chœurs (depuis 1981)
- Masayoshi Yamashita – basse, chœurs (1981–1991, depuis 2000)
- Minoru Niihara – chant (1981–1988, depuis 2000)
- Masayuki Suzuki – batterie (depuis 2009)

### Anciens membres
- Mike Vescera – chant solo (1989–1991)
- Masaki Yamada – chant solo (1991–2000)
- Taiji Sawada – basse, chœurs (1992–1993)
- Hirotsugu Homma – batterie (1994–2000)
- Naoto Shibata – basse, chœurs (1994–2000)
- Munetaka Higuchi – batterie (1981–1993, 2000–2008)

## Discographie

### Albums studio
- 1981 : The Birthday Eve
- 1982 : Devil Soldier
- 1983 : The Law of Devil's Land
- 1984 : Disillusion (versions en japonais et anglais)
- 1985 : Thunder in the East (en anglais)
- 1986 : Shadows of War
- 1986 : Lightning Strikes (version en anglais de Shadows of War)
- 1987 : Hurricane Eyes (versions en japonais et anglais)
- 1988 : Jealousy (mini-album)
- 1989 : Soldier of Fortune (en anglais)
- 1991 : On the Prowl (en anglais)
- 1992 : Loudness
- 1994 : Heavy Metal Hippies
- 1997 : Ghetto Machine
- 1998 : Dragon
- 1999 : Engine
- 2001 : Spiritual Canoe
- 2001 : Pandemonium
- 2002 : Biosphere
- 2004 : Terror
- 2004 : Racing
- 2006 : Breaking the Taboo
- 2008 : Metal Mad
- 2009 : The Everlasting
- 2010 : King of Pain
- 2011 : Eve to Dawn
- 2012 : 2･0･1･2
- 2014 : The Sun Will Rise Again
- 2018 : Rise to glory

### Albumslive
- 1983 - Live-Loud-Alive: Loudness in Tokyo
- 1986 - 8186 Live
- 1986 - Eurobounds
- 1993 - Once And For All
- 1995 - Loud 'n Raw
- 2002 - Loudness Live 2002
- 2002 - The Soldier's Just Came Back

### Compilations
- 1986 - Never Stay Here, Never Forget You
- 1989 - A Lesson In Loudness
- 1991 - Loudest
- 1991 - Loudest Ballads
- 1992 - Loud n' Rare
- 1995 - Best Songs
- 1996 - Masters of Loudness
- 1997 - Very Best of Loudness
- 2001 - Best of Loudness 8688: Atlantic Years
- 2002 - Re-Masterpieces
- 2004 - RockShocks
- 2005 - The Best of Reunion
- 2007 - Loudness Complete Box

## Singles
- 1982 - Burning Love
- 1983 - Geraldine
- 1983 - Road Racer
- 1985 - Crazy Night
- 1985 - Gotta Fight
- 1986 - Let It Go
- 1986 - Risky Woman (maxi-single, 3 titres)
- 1989 - Long Distance Love
- 1989 - Dreamer & Screamer
- 1989 - You Shook Me
- 1991 - Slap in the Face
- 1992 - Black Widow
- 2004 - Crazy Samurai
- 2005 - The Battleship Musashi